# 贡江镇
贡江镇，是中华人民共和国江西省赣州市于都县下辖的一个乡镇级行政单位。

## 行政区划
贡江镇下辖以下地区：
长龙社区、于中社区、贡江社区、古田社区、东方红社区、红卫社区、红旗社区、兴都社区、解放社区、向阳社区、城东社区、城西社区、龙门社区、城北社区、长征村、仓前村、里泗村、永红村、东溪村、红峰村、古田村、窑塘村、长岭村、金桥村、黄金村、上窑村、白口村、新地村、水南村、河田村、密坑村、芦山村、农业村、楂林村、迳坑村、罗坪村、上欧村、蔬菜场村和红旗村。